# پته‌یوسی
پِتَه‌یَوِسی (به فنلاندی: Petäjävesi) یک منطقهٔ مسکونی در فنلاند است که در فنلاند مرکزی واقع شده‌است.